# Phaenops aeneola
Phaenops aeneola är en skalbaggsart som först beskrevs av Melsheimer 1845.  Phaenops aeneola ingår i släktet Phaenops och familjen praktbaggar. Inga underarter finns listade i Catalogue of Life.